# Kansas City International Airport
Kansas City International Airport (IATA: MCI, ICAO: KMCI, FAA LID: MCI),  ursprungligen Mid-Continent International Airport, är Kansas Citys största flygplats. Invigd 1972 ligger den några mil norr om Kansas City, Missouri i USA. Flygplatsens största operatörer är bolagen Southwest Airlines och Midwest Airlines. Notera att IATA-koden MCI ursprungligen kommer från flygplatsens tidigare namn, Mid-Continental International Airport' När flygplatsen bytte namn var IATA tveksamt inställda till att byta beteckning eftersom det redan var väletablerat.
De tre terminalbyggnaderna ligger utspridda som en treklöver och flygplatsen har ansetts vara mycket lättillgänglig för vägbunden trafik. Med korttidsparkering i mitten av varje cirkelformad terminalbyggnad kan resanden parkera nära terminalerna och gaterna om så önskas. Berlin-Tegels flygplats i Berlin i Tyskland har en liknande utformning.
Kansas City International är en hubb för flygbolagen Frontier Airlines och Great Lakes Airlines. Southwest Airlines har den största andelen trafik med run 70 dagliga rutter, även om Southwest inte anser MCI som en hubb, eller focus city, som Southwest kallar det.
Kansas City International Airport är den flygplats i USA som har bäst twitterengagemang.

## Bilder

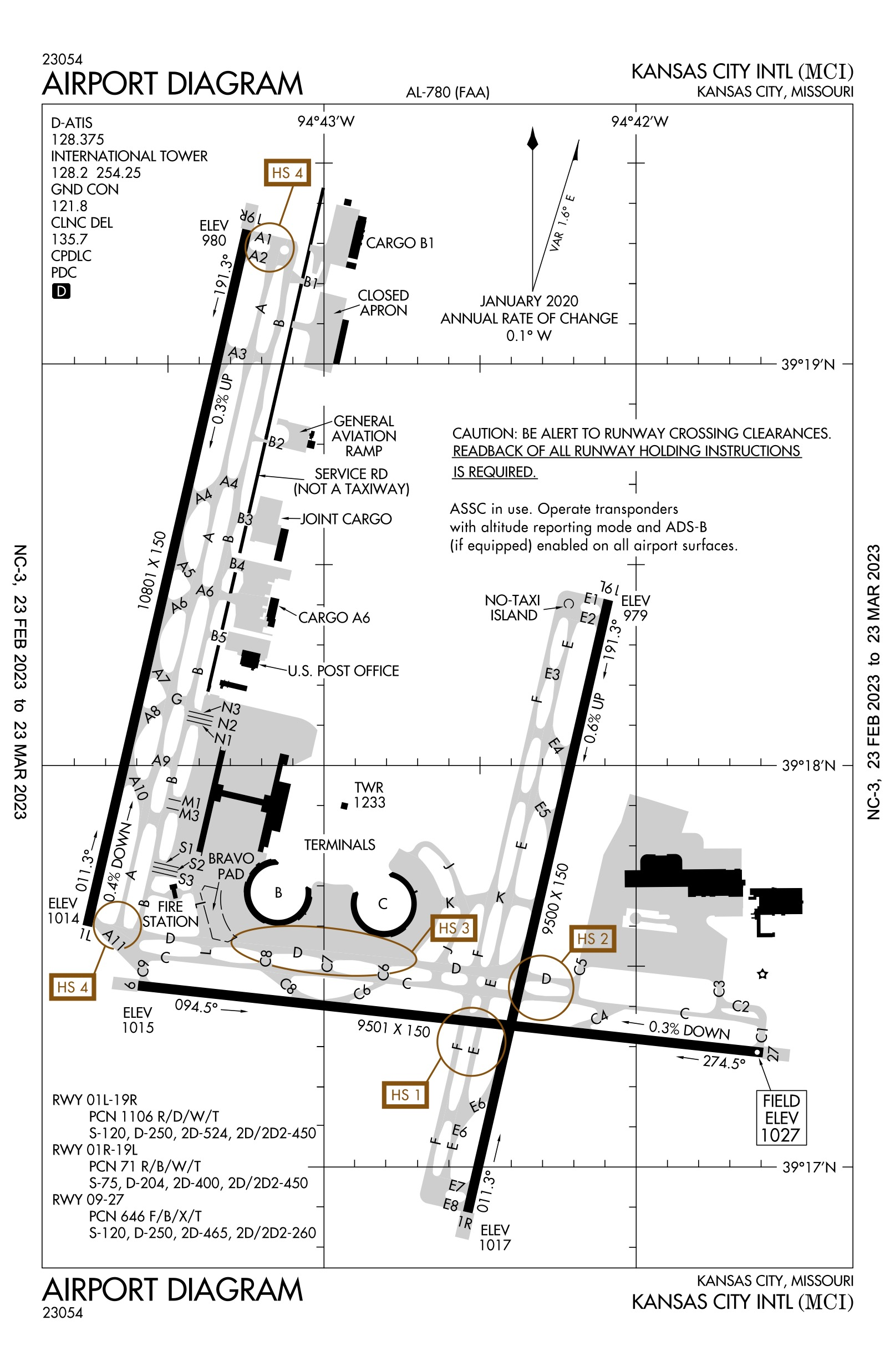
Landningsbanornas läge som de förhåller sig till terminalbyggnaderna.